# Leptotyphlops cupinensis
Leptotyphlops cupinensis är en kräldjursart som beskrevs av  Bailey och CARVALHO 1946. Leptotyphlops cupinensis ingår i släktet Leptotyphlops och familjen Leptotyphlopidae. Inga underarter finns listade i Catalogue of Life.